# Натюрморт зі срібним глечиком
«Натюрмо́рт зі срі́бним гле́чиком» (нід. Stilleven met zilveren schenkkan) — картина голландського живописця Віллема Калфа (1619—1693). Створена між 1655—1660 роками. Зберігається у Державному музеї в Амстердамі (інв. номер SK-A-199).

## Опис
Тип, натюрмортів, який розвивав Калф, називається «десерти»: такі композиції складаються із розкішних предметів, що розповідають про багатство замовника. На цій картині Калф зобразив срібний глечик, келих із вином на позолоченій підставці, глибоку тарілку з китайської порцеляни із фруктами. І глечик і підстаканник прикрашені модним у той час орнаментом, що нагадують форму вушної раковини. Ці шедеври майстрів срібної справи Крістіана ван Віанена (глечик) і Йоганнеса Лютми (підстаканник). Художника цікавила гра світла та кольору; він використовує поєднання синього, жовтого і білого кольорів. Лимон відображається у глечику, срібло блищить поряд із позолотою, що тьмяно сяє, виблискує краплями соку м'якоть лимону, у келисі мерехтить у напівтемряві вино. Все ніби живе, фрукти наче виділяють запах і навіть викликають відчуття їх смаку.
Також художник ввів в композицію кишеньковий годинник: він лежить праворуч. Скляна кришка відкинута, ніби хтось щойно дивився на циферблат. Годинник, символ часу, що минає, нагадують про те, що плотські втіхи не вічні.

## Історія картини
Картина знаходилась у колекції Албертюса Йонаса Брандта (Амстердам); 29 жовтня 1821 року була придбана Державним музеєм (Амстердам) на розпродажі колекції Албертюса Йонаса Брандта в Амстердамі (лот № 96).